# Donda
Donda — десятий студійний альбом американського репера і продюсера Каньє Веста, випущений 29 серпня 2021 року на лейблах GOOD Music і Def Jam Recordings.
Альбом містить багатьох гостьових виконавців, таких як Тревіс Скотт, Lil Yachty, Lil Durk, Янг Таг, Кріс Браун, Jay-Z, Kid Cudi, Мерілін Менсон, Ty Dolla Sign, Pop Smoke, Roddy Ricch, Lil Yachty, DaBaby, Baby Keem, Playboi Carti, Lil Durk, Jay Electronica, The Weeknd та інших. Альбом містить 27 треків тривалістю 1,8 години. Делюкс-видання було випущено 14 листопада 2021 року та містило 5 додаткових пісень з вокалом від André 3000, Tyler, the Creator і KayCyy. Альбом був спродюсований самим Каньє Вестом з допомогою інших продюсерів. Каньє Вест записав більшу частину матеріалу в багатьох місцях влітку 2021 року, зокрема на ранчо Bighorn Mountain у Вайомінгу та на Мерседес-Бенц Стедіум в Атланті. Початкова версія альбому спочатку мала вийти 24 липня 2020 року під назвою God's Country, але зазнала численних затримок і безперервних змін до її пісень і списку треків. 
Альбом включає хіп-хоп, госпел, прогресивний реп і поп, а також елементи трепу і дрила. Він водночас є мінімалістичний і максималістський, з темнішим ліричним змістом і виробництвом порівняно з попередніми альбомами, на додаток до скороченого використання барабанів і повної відсутності ненормативної лексики. Досліджувані теми в альбомі містять конвергенцію християнської віри, праведність, відчуженість від його тодішньої дружини Кім Кардаш'ян і його покійної матері Донди Вест, якій і присвячений цей альбом.
Після випуску Каньє Вест звинуватив Universal Music Group у тому, що вони випустили Donda без його схвалення, що лейбл заперечив. «Hurricane» був випущений як головний сингл у вересні 2021 року, а за ним у листопаді пішли «Believe What I Say» і «Off the Grid». Альбом поляризував і розділив музичних критиків, особливо через його згуртованість. Дехто відзначив покращення порівняно з попереднім альбомом Каньє та похвалив його, хоча багато рецензентів критикували довгий час випуску. Незважаючи на це, декілька видань назвали Donda одним із найкращих альбомів 2021 року та отримав номінації на «Альбом року» і «Найкращий реп-альбом» на 64-й церемонії вручення премії «Греммі», а «Jail» і «Hurricane» перемогли як «Найкраща реп-пісня» та «Найкраще мелодійне реп-виконання» відповідно.
Donda' отримав найбільшу кількість трансляцій альбому в перший день у 2021 році на Apple Music і Spotify. Він став десятим поспіль релізом Каньє Веста під номером один у Billboard 200, зрівнявши рекорд, встановлений Емінемом. Альбом отримав платиновий сертифікат у Сполучених Штатах. Поява DaBaby та Мериліна Менсона викликала значні суперечки серед глядачів через їх звинувачення в гомофобії та сексуальному насильстві. У жовтні 2021 року Каньє Вест випустив Stem Player, який дозволяє користувачам реміксувати пісні та додавати нові.

## Історія створення та випуск
Оператор Артур Джафа описав проєкт у розмові з модельєром Мішелем Ламі під час трансляції в Instagram 25 травня 2020 року. Джафа зазначив, що працює над відеоматеріалом із Вестом для синглу з майбутнього альбому під назвою God's Country (Країна Бога). 26 червня 2020 року, після оголошення про співпрацю між Yeezy і Gap, Вест запустив рекламну кампанію, щоб оголосити про неанонсовані проєкти. Одним з них виявився сингл «Wash Us in the Blood». 13 липня Уест поділився в Твіттері уривком пісні з альбому, в якій є усне вступ від його покійної матері. 26 вересня Каньє опублікував 39-секундний фрагмент нового треку під назвою «Believe What I Say» в своєму акаунті в Твіттері.
18 липня Каньє Вест оголосив, що назву було змінено на Donda на честь його покійної матері Донди Вест; через три дні Вест заявив, що альбом буде супроводжуватися фільмом.
Запис почався через місяць після виходу Jesus Is King.

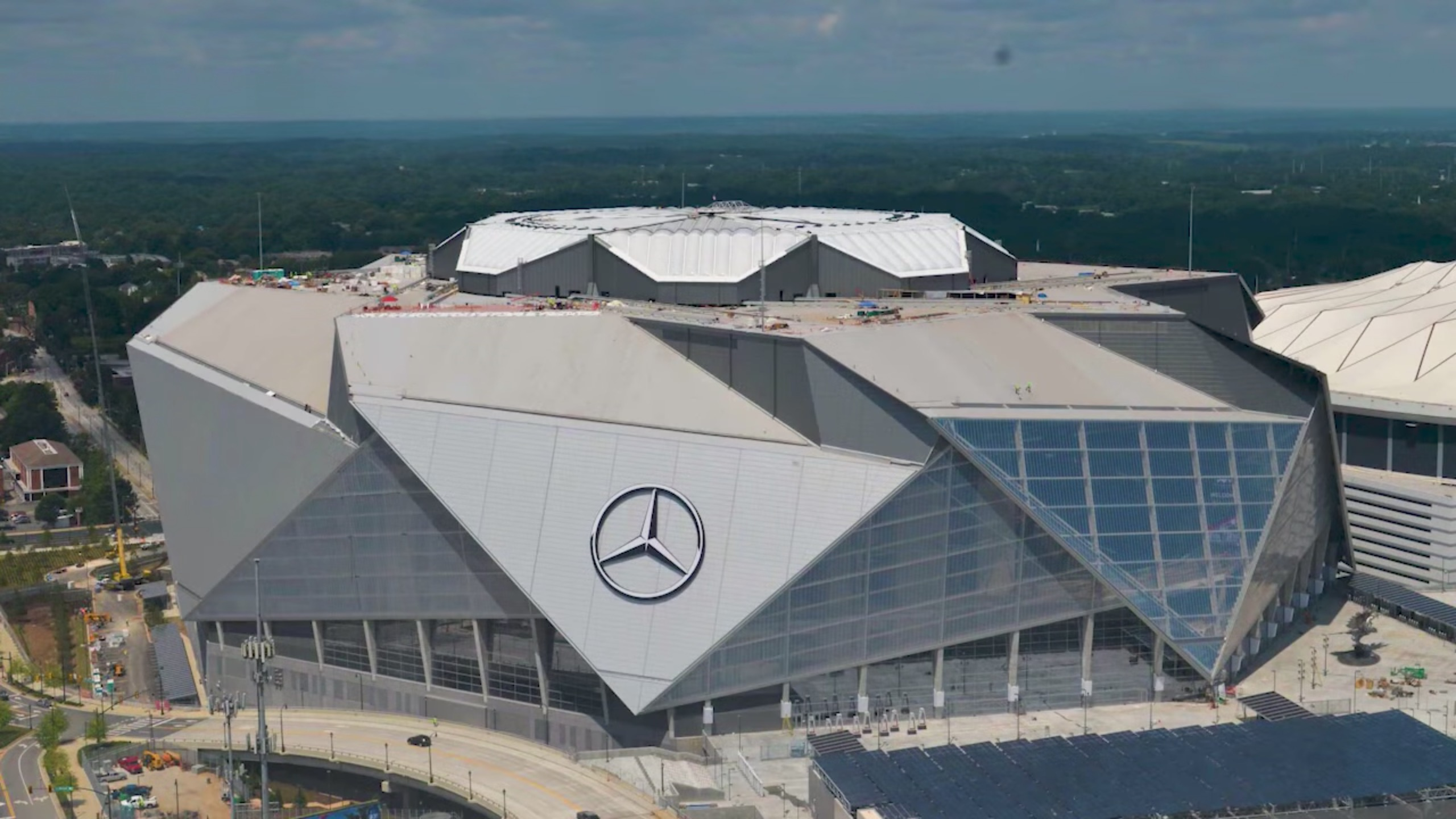
Каньє Вест записував альбом на стадіоні, живучи в роздягальнях.

19 липня 2021 року американський репер і друг Веста Pusha T оголосив в Instagram, що 22 липня Каньє проводитиме прослуховування альбому на Мерседес-Бенц Стедіум в Атланті. Після проведення прослуховування Каньє Вест тимчасово оселився в одній із роздягалень, перетворивши її на студію для завершення запису та зведення з продюсером Майком Діном. Playboi Carti, Jay-Z і 2 Chainz взяли участь в записі. Jay-Z записав свій куплет для пісні «Jail» всього за кілька годин до прослуховування. Не встигнувши випустити альбом у заплановану дату 23 липня, Каньє продовжував записувати та виступати на стадіоні Mercedes-Benz до другої вечірки з прослуховуванням, яка відбулася там 5 серпня 2021 року.
Наприкінці липня 2021 року представник Каньє Веста оголосив 6 серпня датою випуску Donda, що пізніше було підтверджено через рекламу Beats by Dre і прямою трансляцією на Apple Music. За день до цього в iTunes було опубліковано попереднє замовлення на альбом, у якому виявилося, що він містить 24 пісні разом із датою виходу 27 серпня 2021 року. 20 серпня 2021 року сервіс вказав дату випуску 28 серпня, через день після третьої вечірки прослуховування.
Після кількох затримок, Donda був випущений 29 серпня 2021 року. Це був останній реліз Каньє Веста на лейблі Def Jam після закінчення терміну його контракту.
25 серпня 2021 року Каньє Вест анонсував Donda Stem Player на своєму веб-сайті, окремий музичний плеєр, який дозволяє користувачам реміксувати пісні з альбому за допомогою стеблів. Користувачам також надається можливість керувати вокалом, ударними, басом і семплами, виділяти партії та додавати ефекти. У лютому 2022 року він оголосив, що продовження Donda буде ексклюзивно випущено на Stem Player.

## Вечірки з прослуховування
Для просування Donda перед її випуском, Каньє Вест провів низку заходів для прослуховування. В них взяли участь різні артисти, зокрема Lil Baby, Playboi Carti, Pusha T, Jay-Z, Lil Yachty, Vory, KayCyy, Westside Gunn, Conway the Machine, Jay Electronica, Pop Smoke, the Sunday Service Choir, DaBaby, Мерилін Менсон і Weeknd. Каньє оновлював альбом після кожного прослуховування, як він робив зі своїм сьомим студійним альбомом The Life of Pablo, змінюючи вміст.
Каньє Вест провів приватне прослуховування альбому в ChurchLV у Лас-Вегасі 18 липня 2021 року, яке потребувало реєстрації та проходило лише за запрошеннями. У мережі з’явилися відеозаписи події, на яких Каньє згорбився над своїм ноутбуком у рукавичках і лижній масці на голові. Він весь час мовчки слухав музику зі свого MacBook.
19 липня 2021 року було оголошено, що Каньє Вест проведе публічне прослуховування альбому під назвою «Kanye West Presents: A Donda Listening Event» на стадіоні «Мерседес-Бенц» 22 липня 2021 року. Протягом вечірки Вест мовчав і просто ходив по сцені. Подію відвідали 42 000 людей на стадіоні, а також вона встановила рекорд для найбільшої прямої трансляції Apple Music у всьому світі з понад 3,3 мільйонами глядачів.
Наприкінці липня 2021 року Live Nation Entertainment підтвердила, що друге прослуховування альбому на стадіоні Mercedes-Benz під назвою «Kanye West Presents: The Donda Album Release» має відбутися 5 серпня. Пряма трансляція Apple Music розпочалася з того, що Каньє Вест знаходиться в кімнаті на стадіоні вранці 5 серпня 2021 року, що передувало заходу, який пізніше розпочався о 21:30. Ця подія була більш грандіозною, ніж попередня: на круглій сцені було відтворено кімнату Веста. Він був у центрі, одягнений у повністю чорне вбрання та маску. Захід закінчився тим, він піднісся до стелі стадіону за допомогою троса, що нагадує сходження на небо. Вечірку відвідали понад 40 тисяч осіб. Трансляцію в Apple Music відвідали 5,4 мільйона глядачів.
18 серпня 2021 року Каньє Вест оголосив про третє прослуховування альбому під назвою «Kanye West Presents: The Donda Album Experience», яке було заплановано на 26 серпня на Soldier Field у Чикаго. Каньє Вест вийшов на сцену з копії будинку свого дитинства в повністю чорному вбранні, супроводжуючи це кадрами та фотоколажами його матері, Донди. На ґанку будинку до нього приєдналися Мерилін Менсон і DaBaby. На завершення події Веста підпалили всередині будинку, а потім швидко загасили, а потім він зняв маску, щоб возз’єднатися з Кім Кардаш’ян. Після цього він вийшов із копії будинку в каскадерському костюмі.

### Сингли
3 вересня 2021 року пісню «Hurricane» включили до списку відтворення на шведській мейнстрім-станції Sveriges Radio P3. 14 вересня 2021 року пісня була надіслана на американські ритмічні сучасні радіостанції як головний сингл із Donda. 10 січня 2022 року Асоціація індустрії звукозапису Америки (RIAA) надала їй платиновий сертифікат за продаж 1 000 000 сертифікованих одиниць у США. 30 листопада 2021 року «Believe What I Say» і «Off the Grid» були випущені як сингли на американських ритмічних і міських сучасних радіостанціях. 8 листопада 2021 року «Off the Grid» отримала золотий сертифікат.

### Обкладинка

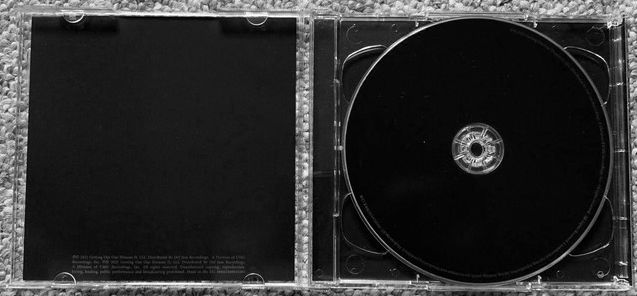
Видання Donda на компакт-диску, з повністю чорним оформленням.

25 липня 2020 року Каньє Вест опублікував у Твіттері обкладинку альбому, на якій зображено інфрачервону схему помаранчевого та червоного кольорів, що відображає форму людей, сонця та місяця на небі, підкріплену зеленими горами поряд із фіолетовими та білими хмарами. Напередодні першого прослуховування Donda 22 липня 2021 року можлива заміна обкладинки була використана як рекламне оформлення. Обкладинка була адаптацією картини Луїзи Буржуа, створеної в 2007 році, у рік смерті Донди Вест. На картині жінка зображена в монохроматичному червоному кольорі, позаду неї розвівається кінський хвіст, а також частково присутній ідол родючості. Після того, як Каньє Вест опублікував численні потенційні варіанти, для обкладинки був використаний звичайний чорний квадрат.

## Музичний стиль та лірика
Donda охоплює стилістичну основу попередніх альбомів каньє Веста. Він містить елементи хіп-хопу, госпелу, попу, трепу, дрила, бум-бепу, хіп-хаузу та року. За словами Еда Пауера з The Daily Telegraph, альбом є максималістським хіп-хоп-записом, який дотримується філософії «більше — це більше» через «блискучі, стрімкі груви та кілька кухонних мийок, які варті виробництва»; він зауважив, як канавки «виходять» подібно до вантажівок-монстрів, які голосно рухаються по стадіону. Крейг Дженкінс з Vulture сказав, що «об’єднуючою якістю Donda є тонкий мінімалізм» із помітною тишею.
Donda був натхненний релігією, яка описує віру Каньє Веста в більшій частині матеріалу. Деякі критики описали альбом як похмурий, з темнішим ліричним змістом, ніж попередні роботи Веста. На альбомі присутні посилання на залежність і психічну нестабільність, а також его Каньє Веста та його сім’ю, включаючи крах його шлюбу з Кім Кардаш'ян і думки про Донду. Також присутні теми надії, відродження та порятунку.

## Комерційний успіх
Donda дебютував під номером один у Billboard 200 після п’ятиденного періоду відстеження, продавши 309 000 альбомних еквівалентів, які складалися з 272 000 потокових еквівалентів, 37 000 чистих продажів альбомів і менше 1000 трек-еквівалентів. Альбом посів перше місце в чарті Top R&B/Hip-Hop Albums. 23 пісні з альбому дебютували в Billboard Hot 100. «Hurricane» досяг найвищих позицій у чартах, досягнувши шостого місця. Це був дев’ятий найбільш продаваний цифровий альбом 2021 року в США. 9 березня 2022 року Donda отримав платиновий сертифікат від RIAA за продаж 1 000 000 сертифікованих одиниць у США.
Альбом також посів перше місце в Канаді, Новій Зеландії, Великобританії, Ірландії, Франції, Австрії, Чехії, Фінляндії, Данії, Литві, Німеччині, Словаччині, Іспанії та Швейцарії.

## Критика
Donda був зустрінутий поляризованими відгуками музичних критиків. На Metacritic альбом отримав середню оцінку 53 на основі 19 критиків, що вказує на «змішані або середні відгуки». Агрегатор AnyDecentMusic? поставили йому 5,4 з 10 на основі їхньої оцінки критичного консенсусу.
Кріс Віллман з Variety вважав його музику «близькою до неприступної» та похвалив темп, окрім «останніх чотирьох абсолютно зайвих реміксів», тоді як він віддав перевагу структурі елементів євангелію на Jesus Is King. Маркус Шортер з Consequence назвав Donda найкращим альбомом репера з часів Yeezus, описавши його як «амбітний, сирий, поблажливий і, після кількох переглядів, цілісне бачення». Уоллес вважав альбом «найкращим твором [Веста] за останній час» і високо оцінив розповідь, що стоїть за ним, хоча був неоднозначним щодо особливостей і критикував довжину. Ріан Дейлі з NME був впевнений, що альбом «не є поспішною роботою», хоча вважав, що його можна було б покращити, якщо Вест витрачав менше часу та «навчився, коли відпускати речі», виявивши, що поряд із цим є велика кількість зайвих пісень, але і «достатньо дорогоцінних каменів», щоб альбом був вартий уваги.
Поява DaBaby та Мериліна Менсона як запрошених артистів під час прослуховування Donda 26 серпня викликало різке несхвалення з боку критиків через звинувачення в гомофобії та сексуальному насильстві проти них. За словами Джема Асвада з Variety, «Веста багато звинуватили в тролінгу громадськості, серед іншого, після [цієї] події». Еллен Дурні з BuzzFeed News написала, що «деякі шанувальники» припустили, що включення DaBaby і Менсона могло бути «спробою Веста прокоментувати «культуру скасування».

### Нагороди
Donda посів шосте місце у списку найкращих альбомів Complex 2021 року. Подібним чином Time поставив альбом на сьоме місце в своєму списку за рік. Associated Press включив Donda до 10 найкращих альбомів року. Billboard помістив його під номером 39 у своєму «The 50 Best Albums of 2021: Staff List», а Херан Мамо заявив, що Вест протистоїть своїм внутрішнім демонам і «жадає милосердя без двох ключових жінок» у своїй матері та Кім Кардаш'ян.
Donda був номінований на «Альбом року» на церемонії «Греммі» 2022 року, ставши одним із двох останніх альбомів, які були обрані в цій категорії. На цій же церемонії альбом був номінований у категорії «Кращий реп-альбом». «Jail» і «Hurricane» отримали нагороди за найкращу реп-пісню та найкраще мелодійне реп-виконання відповідно на «Греммі» 2022 року.

## Список композицій
| #      | Назва                  | Автор | Продюсер(м)                                                                                       | Тривалість |
| ------ | ---------------------- | --- | ------------------------------------------------------------------------------------------------- | ---------- |
| 1.     | «Donda Chant»          | Kanye West Syleena Johnson Malik Yusef | Kanye West                                                                                        | 0:52       |
| 2.     | «Jail»                 | West Shawn Carter Charles Njapa Michael Dean Mark Williams Raul Cubina Dwayne Abernathy, Jr. Sean Solymar Yusef John Moylett Warryn Campbell | Kanye West 88-Keys Mike Dean Ojivolta Dem Jointz [a] E.Vax [a] Solymar [b]                        | 4:57       |
| 3.     | «God Breathed»         | West Tavoris Hollins, Jr. Evan Mast M. Williams Cubina Aaron Butts Federico Vindver Brian Miller Richard McGuire Yusuf Dennis Young Salvatore Principato Scott Hartley | Kanye West E.Vax Ojivolta Arrow Vindver [a] Allday [a]                                            | 5:33       |
| 4.     | «Off the Grid»         | West Jordan Carter Maxie Ryles III Samuel Gloade Asif Aswad M. Williams Cubina Billy Walsh David Ruoff Elias Klughammer Eric Sloan Cydel Young Yusef Orlando Wilder Tobias Smith | Kanye West 30 Roc Ojivolta AyoAA David & Eli [a] Sloane [b]                                       | 5:39       |
| 5.     | «Hurricane»            | West Abel Tesfaye Dominique Jones M. Dean Jahmal Gwin Khalil Abdul-Rahman Ronald Spence, Jr. Henry Walter M. Williams Cubina Njapa Christopher Ruelas Mark Mbogo Nasir Pemberton Sam Barsh Josh Mease C. Young Yusef Wilder Albert Daniels Cailin Russo Daniel Seeff Dexter Mills T. Smith | Kanye West M. Dean BoogzDaBeast DJ Khalil Ronny J Cirkut [a] Ojivolta [a] 88-Keys [b] Nascent [b] | 4:03       |
| 6.     | «Praise God»           | West Jacques Webster II Hykeem Carter, Jr. Gloade M. Williams Cubina M. Dean Anthony Khan Aqeel Tate E. Sloan Mbogo Yusef Che Smith Kazuhiko Kato Machiko Ryu | Kanye West 30 Roc Ojivolta M. Dean [a] The Twilite Tone [a] Zen Taichi [a] Sloane [b]             | 3:47       |
| 7.     | «Jonah»                | West Hollins Durk Banks Leonard Harris Yusef Tahrence Brown Michael Suski M. Dean Wesley Glass Mills Wilder | Kanye West Audi DrtWrk M. Dean [b] Wheezy [b]                                                     | 3:15       |
| 8.     | «Ok Ok»                | West Miles McCollum Denzel Charles Matthew Samuels Louis Bell Terrence Thornton Ryles C. Young Yusef Walsh Wilder T. Smith Rennard East | Kanye West Boi-1da Bell [a]                                                                       | 3:25       |
| 9.     | «Junya»                | West J. Carter Pemberton M. Williams Cubina Roark Bailey Walsh C. Young Yusef Thornton Warren Trotter Mills East | Kanye West Digital Nas Ojivolta Bailey [b]                                                        | 2:28       |
| 10.    | «Believe What I Say»   | West Abernathy Gwin Michael Mule Isaac De Bonu M. Williams Cubina Anthony Reid C. Young Yusef Lauryn Hill Mark Myrie Walsh Adam Wright Cristina Gallo | Kanye West Dem Jointz BoogzDaBeast [a] FnZ [a] Ojivolta [a] Antman Wonder [b]                     | 4:02       |
| 11.    | «24»                   | West M. Williams Cubina Mills Mbogo Yusef Daniels Miller | Kanye West Ojivolta Allday Cory Henry [a] Warryn Campbell [a]                                     | 3:18       |
| 12.    | «Remote Control»       | West Jeffery Williams Tim Gomringer Kevin Gomringer Pemberton M. Williams Cubina Njapa M. Dean Travis Walton C. Young Yusef | Kanye West Cubeatz Digital Nas Ojivolta 88-Keys [a] M. Dean [a] Teddy Walton [b]                  | 3:19       |
| 13.    | «Moon»                 | West Caleb Toliver Scott Mescudi Mast Rahman Gwin Yusef | Kanye West E.Vax DJ Khalil [a] BoogzDaBeast [a]                                                   | 2:36       |
| 14.    | «Heaven and Hell»      | West Njapa Gwin M. Williams Cubina Edgar Panford Nima Jahanbin Paimon Jahanbin Andrew Dawson C. Young Yusef Walsh Wilder T. Smith Michael Oliver | Kanye West 88-Keys BoogzDaBeast Ojivolta [a] Nabeyin [a] Wallis Lane [a] Dawson [b]               | 2:25       |
| 15.    | «Donda»                | West Mule De Boni M. Williams Cubina Gwin Yusef Catherine Bollinger John Trainum | Kanye West FnZ Ojivolta BoogzDaBeast                                                              | 2:08       |
| 16.    | «Keep My Spirit Alive» | West Alvin Worthy Demond Price Mbogo Yusef Lawrence Parker Mule De Boni M. Williams Cubina Abernathy Gwin Darius Woodley Rico Nichols | Kanye West FnZ Ojivolta Dem Jointz BoogzDaBeast Woodley Nichols                                   | 3:41       |
| 17.    | «Jesus Lord»           | West Elpadaro Allah Kasseem Dean Mike Lévy Yusef M. Dean Larry Hoover, Jr. | Kanye West Swizz Beatz Gesaffelstein [a] M. Dean [a]                                              | 8:59       |
| 18.    | «New Again»            | West Gwin Abernathy M. Williams Cubina N. Jahanbin P. Jahanbin Jacqueline Cummings Njapa Yusef Laraya Robinson Magnus Lidehäll Salem Al Fakir | Kanye West BoogzDaBeast Dem Jointz [a] Ojivolta [a] Wallis Lane [a] Mia Wallis [a] 88-Keys [b]    | 3:03       |
| 19.    | «Tell the Vision»      | West Bashar Jackson Gwin Mule De Boni M. Williams Cubina Yusef Thornton Angie Martinez Jalil Peraza Luke Doyley Ricardo Lamarre Samuel Jackson Thomas Whitfield | Kanye West BoogzDaBeast FnZ [a] Ojivolta [a]                                                      | 1:44       |
| 20.    | «Lord I Need You»      | West Gwin Mast Mule De Boni Glass M. Williams Cubina Lee Stashenko Carlos St. John Phillips Anthony Williams II Garcia Alexander | Kanye West BoogzDaBeast E.Vax [a] FnZ [a] Wheezy [a] Ojivolta [b] Fallen [b]                      | 2:42       |
| 21.    | «Pure Souls»           | West Rodrick Moore, Jr. Chinsea Lee Gwin M. Dean M. Williams Cubina Wilder Christoph Bauss Tim Friedrich Bastian Völkel C. Young Yusef Tyshane Thompson Raphael Saadiq Simon Plummer Donny Flores Trotter Mills Harris                                                                     | Kanye West BoogzDaBeast M. Dean [a] Ojivolta [a] Fya Man [a] Shuko [a] Sucuki [a] Völkel [b]      | 5:59       |
| 22.    | «Come to Life»         | West Jeff Bhasker Walsh M. Williams Cubina Campbell M. Dean Yusef | Kanye West Bhasker Walsh Ojivolta Campbell M. Dean [a]                                            | 5:10       |
| 23.    | «No Child Left Behind» | West Hollins Lévy Gwin Douglas Brown Yusef Frankie Smith Jahshua Brown | Kanye West Gesaffelstein BoogzDaBeast Cashmere Brown [b]                                          | 2:58       |
| 24.    | «Jail pt 2»            | West Jonathan Kirk Brian Warner Njapa Dean M. Williams Cubina Abernathy Solymar Yusef Moylett Campbell | Kanye West 88-Keys M. Dean Ojivolta Dem Jointz [a] E.Vax [a] Solymar [b]                          | 4:57       |
| 25.    | «Ok Ok pt 2»           | West Lee Charles Samuels Louis Bell Thornton Ryles C. Young Yusef Walsh Wilder T. Smith East | Kanye West Boi-1da Bell [a]                                                                       | 3:25       |
| 26.    | «Junya pt 2»           | West J. Carter Tyrone Griffin, Jr. Pemberton M. Williams Cubina Bailey Walsh C. Young Yusef Thornton Trotter Mills East | Kanye West Digital Nas Ojivolta Bailey [b]                                                        | 3:03       |
| 27.    | «Jesus Lord pt 2»      | West Allah Sean Jacobs Jason Phillips David Styles K. Dean Lévy Yusef M. Dean Hoover | Kanye West Swizz Beatz Gesaffelstein [a] M. Dean [a]                                              | 11:31      |
| 108:49 |                        | |                                                                                                   |            |

| Делюкс-версія - Диск №1 | Делюкс-версія - Диск №1                    | Делюкс-версія - Диск №1 | Делюкс-версія - Диск №1                                                                                                | Делюкс-версія - Диск №1 |
| #                       | Назва                                      | Автор | Продюсер(и) | Тривалість              |
| ----------------------- | ------------------------------------------ | --- | --- | ----------------------- |
| 28.                     | «Life of the Party» (за участю André 3000) | West André Benjamin Terrence Thornton Yusuf East Miller Gwin Khan Vindver M. Williams Cubina Abernathy Derek Watkins Norma Toney Jack Hansen Bruce Kirkman Paul Anastasio | Kanye West All Day BoogzDaBeast [a] The Twilite Tone [a] Vindver [b] Ojivolta [b] Dem Jointz [b] Fonzworth Bentley [b] | 6:31                    |
| 29.                     | «Up from the Ashes»                        | West Nikisha Grier T. Thornton Gene Thornton East Matthew Leon Alex Ernewein Timothy Mosley Vindver Angel Lopez                                                           | Kanye West Sean Leon Alex Ernewein Timbaland [a] Vindver [a] Angel Lopez [a]                                           | 2:42                    |
| 30.                     | «Never Abandon Your Family»                | West Bell Yusef Walsh Daniels M. Williams Cubina Evan Mast | Kanye West Ojivolta E.VAX                                                                                              | 3:27                    |
| 31.                     | «Remote Control pt 2»                      | West J. Williams Mescudi T. Gomringer K. Gomringer Pemberton M. Williams Cubina Njapa M. Dean Walton C. Young Yusef                                                       | Kanye West Cubeatz Digital Nas Ojivolta 88-Keys [a] M. Dean [a] Teddy Walton [b]                                       | 3:41                    |
| 32.                     | «Keep My Spirit Alive pt 2»                | West Mbogo Worthy Price Yusef Parker Mule De Boni M. Williams Cubina Abernathy Gwin Woodley Nichols                                                                       | Kanye West FnZ Ojivolta Dem Jointz BoogzDaBeast Woodley Nichols                                                        | 3:41                    |
| 130:52                  |                                            | | |                         |

- ↑  означає співпродюсера
- ↑  означає додаткового продюсера

Примітки
- «Jail» містить вокал від Jay-Z
- «God Breathed» містить вокал від Vory
- «Off the Grid» містить вокал від Playboi Carti та Fivio Foreign.
- «Hurricane» містить вокал від the Weeknd та Lil Baby
- «Praise God» містить вокал від Travis Scott та Baby Keem
- «Jonah» містить вокал від Vory та Lil Durk
- «Ok Ok» містить вокал від Lil Yachty та Rooga
- «Junya» містить вокал від Playboi Carti
- «Remote Control» містить вокал від Young Thug
- «Moon» містить вокал від Don Toliver та Kid Cudi
- «Donda» містить вокал від the WRLDFMS Tony Williams
- «Keep My Spirit Alive» містить вокал від Westside Gunn та Conway the Machine
- «Jesus Lord» містить вокал від Jay Electronica
- «Tell the Vision» містить вокал від Pop Smoke
- «Pure Souls» містить вокал від Roddy Ricch та Shenseea
- Версія «Come to Life» з делюкс-версії містить бек-вокал від Tyler, the Creator
- «No Child Left Behind" містить вокал від Vory
- «Jail pt 2» містить вокал від DaBaby та Marilyn Manson
- «Ok Ok pt 2» містить вокал від Shenseea та Rooga
- «Junya pt 2» містить вокал від Playboi Carti та Ty Dolla Sign
- «Jesus Lord pt 2» містить вокал від Jay Electronica та The Lox
- «Remote Control pt 2» містить вокал від Young Thug та Kid Cudi
- «Keep My Spirit Alive pt 2» містить вокал від KayCyy, Westside Gunn та Conway the Machine

## Чарти
| Чарт (2021–2022)                                     | Пікова позиція |
| ---------------------------------------------------- | -------------- |
| Австралія Australian Albums (ARIA)                   | 1              |
| Австралія Australian Urban Albums (ARIA)             | 1              |
| Австрія Austrian Albums (Ö3 Austria)                 | 1              |
| Бельгія Belgian Albums (Ultratop Flanders)           | 1              |
| Бельгія Belgian Albums (Ultratop Wallonia)           | 1              |
| Канада Canadian Albums (Billboard)                   | 1              |
| Хорватія Croatian International Albums (HDU)         | 20             |
| Чехія Czech Albums (ČNS IFPI)                        | 1              |
| Данія Danish Albums (Hitlisten)                      | 1              |
| Нідерланди Dutch Albums (MegaCharts)                 | 1              |
| Фінляндія Finnish Albums (Suomen virallinen lista)   | 1              |
| Франція French Albums (SNEP)                         | 1              |
| Німеччина German Albums (Offizielle Top 100)         | 4              |
| Ісландія Icelandic Albums (Plötutíóindi)             | 1              |
| Ірландія Irish Albums (OCC)                          | 1              |
| Італія Italian Albums (FIMI)                         | 1              |
| Японія Japan Hot Albums (Billboard Japan)            | 21             |
| Японія Japanese Albums (Oricon)                      | 38             |
| Литва Lithuanian Albums (AGATA)                      | 1              |
| Нова Зеландія New Zealand Albums (Recorded Music NZ) | 1              |
| Норвегія Norwegian Albums (VG-lista)                 | 1              |
| Польща Polish Albums (ZPAV)                          | 26             |
| Португалія Portuguese Albums (AFP)                   | 28             |
| Шотландія Scottish Albums (OCC)                      | 23             |
| Словаччина Slovak Albums (ČNS IFPI)                  | 2              |
| Іспанія Spanish Albums (PROMUSICAE)                  | 5              |
| Швеція Swedish Albums (Sverigetopplistan)            | 1              |
| Швейцарія Swiss Albums (Schweizer Hitparade)         | 2              |
| Велика Британія UK Albums (OCC)                      | 1              |
| Велика Британія UK R&B Albums (OCC)                  | 1              |
| США Billboard 200                                    | 1              |
| США Top R&B/Hip-Hop Albums (Billboard)               | 1              |

| Чарт (2021)                                  | Позиція |
| -------------------------------------------- | ------- |
| Австралія Australian Albums (ARIA)           | 36      |
| Австрія Austrian Albums (Ö3 Austria)         | 63      |
| Бельгія Belgian Albums (Ultratop Flanders)   | 58      |
| Бельгія Belgian Albums (Ultratop Wallonia)   | 176     |
| Канада Canadian Albums (Billboard)           | 28      |
| Данія Danish Albums (Hitlisten)              | 14      |
| Нідерланди Dutch Albums (Album Top 100)      | 46      |
| Франція French Albums (SNEP)                 | 188     |
| Ірландія Irish Albums (IRMA)                 | 46      |
| Нова Зеландія New Zealand Albums (RMNZ)      | 28      |
| Норвегія Norwegian Albums (VG-lista)         | 10      |
| Швейцарія Swiss Albums (Schweizer Hitparade) | 34      |
| Велика Британія UK Albums (OCC)              | 94      |
| США Billboard 200                            | 39      |
| США Christian Albums (Billboard)             | 1       |
| США Top Gospel Albums (Billboard)            | 1       |
| США Top R&B/Hip-Hop Albums (Billboard)       | 19      |

| Чарт (2022)                                | Позиція |
| ------------------------------------------ | ------- |
| Австралія Australian Albums (ARIA)         | 94      |
| Бельгія Belgian Albums (Ultratop Flanders) | 142     |
| Данія Danish Albums (Hitlisten)            | 82      |
| Нова Зеландія New Zealand Albums (RMNZ)    | 41      |
| США Billboard 200                          | 43      |
| США Christian Albums (Billboard)           | 1       |
| США Top Gospel Albums (Billboard)          | 1       |
| США Top R&B/Hip-Hop Albums (Billboard)     | 33      |

## Сертифікації
| Регіон                                                      | Сертифікація | Продажі   |
| ----------------------------------------------------------- | ------------ | --------- |
| Канада (Music Canada)                                       | Платиновий   | 80 000    |
| Данія (IFPI Denmark)                                        | Платиновий   | 20 000    |
| Франція (SNEP)                                              | Золотий      | 50 000    |
| Італія (FIMI)                                               | Золотий      | 25 000    |
| Нова Зеландія (RIANZ)                                       | Платиновий   | 15 000    |
| Польща (ZPAV)                                               | Платиновий   | 20 000    |
| Велика Британія (BPI)                                       | Золотий      | 100 000   |
| США (RIAA)                                                  | Платиновий   | 1 000 000 |
| продажі+прослуховування, що базуються лише на сертифікаціях |              |           |